# Svatava Urbanová
Svatava Urbanová (ur. 12 listopada 1946) – czeska krytyk literacka, historyk i teoretyk literatury. Zajmuje się teorią i historią literatury XX wieku, nowszymi dziejami literatury w regionie i jej aspektami socjologicznymi oraz literaturą młodzieżową.
W 1970 r. ukończyła studia z zakresu języka czeskiego i hiszpańskiego na Wydziale Filozoficznym Uniwersytetu Palackiego w Ołomuńcu. W 1975 r. uzyskała „mały doktorat” (PhDr.) z literatury czeskiej, a w 1982 r. uzyskała tytuł kandydata nauk (CSc.). Od 2001 r. jest profesorem.

## Wybrana twórczość
- Metamorfózy dětské literatury (1999)
- Teoretyczne założenia krytyki literatury dla młodzieży, czyli współczesne progi normatywizmu (2001)
- Tęsknota jako pamięć ojczyzny (recepcja twórczości Milana Kundery w hiszpańskiej nauce, krytyce literackiej i publicystyce) (2002)
- Vztahy české a slovenské literatury pro děti a mládež od 60. let po současnost (2010)
- S holokaustem za zády. Téma holokaustu v české a překladové literatuře pro děti a mládež po roce 1989 (2018)
- Metamorfózy dětské literatury (1999)